# Le Plantis
Le Plantis ist eine Gemeinde im französischen Département Manche in der Normandie. Sie gehört zum Arrondissement Alençon und zum Kanton Écouves. 
Nachbargemeinden sind Tellières-le-Plessis im Nordwesten, Saint-Agnan-sur-Sarthe im Nordosten, Saint-Aubin-de-Courteraie im Osten, Sainte-Scolasse-sur-Sarthe im Süden und Courtomer im Westen.

## Bevölkerungsentwicklung
| Jahr      | 1962 | 1968 | 1975 | 1982 | 1990 | 1999 | 2008 | 2016 |
| --------- | ---- | ---- | ---- | ---- | ---- | ---- | ---- | ---- |
| Einwohner | 198  | 165  | 139  | 133  | 123  | 96   | 149  | 151  |